# Востоковедческий факультет Варшавского университета
Востоковедческий факультет Варшавского университета (пол. Wydział Orientalistyczny Uniwersytetu Warszawskiego; до 2008 года Институт востоковедения Варшавского университета пол. Instytut Orientalistyczny Uniwersytetu Warszawskiego; IO UW) — факультет ориенталистики Варшавского университета, располагается в главном здании по адресу: Краковское предместье, дом 26/28.

## История
Факультет открыт в 1932 году. Первым ректором стал Станислав Шайер. В 1933 году студенты обучались по четырём специальностям: египтология, индология, синология и тюркология. В 1952 году добавлены кафедры африканистики, ассирологии и семитологии. В 1975 году оформляется специализация по 11-ти направлениям: африканистика, арабистика и исламоведение, египтология, ассирология, индийская филология, иранистика, японистика, монголоведение, семитология, синология и тюркология. В настоящее время факультет объединяет в своих рядах 130 сотрудников, а обучение проходит около 1500 студентов.

## Структура
- Кафедра арабистики и исламоведения[пол.]
- Кафедра Южной Азии
- Кафедра языков и культур Африки[пол.]
- Отдел гебраистики[пол.]
- Отдел иранистики[пол.]
- Отдел европейского ислама[пол.]
- Отдел японистики и кореанистики
- Отдел синологии
- Отдел тюркологии и народов Центральной Азии
- Отдел Древнего Востока
- Студия Восточной Европы[пол.].
- Студия мультикультурных отношений
- Курсы практического буддизма
- Кафедра ЮНЕСКО «Общий дом — этнические культуры в диалоге цивилизаций»

## Преподаватели
- Юзеф Белявский
- Ян Браун
- Станислав Годзиньский
- Александр Дубиньский